# Fiat 211

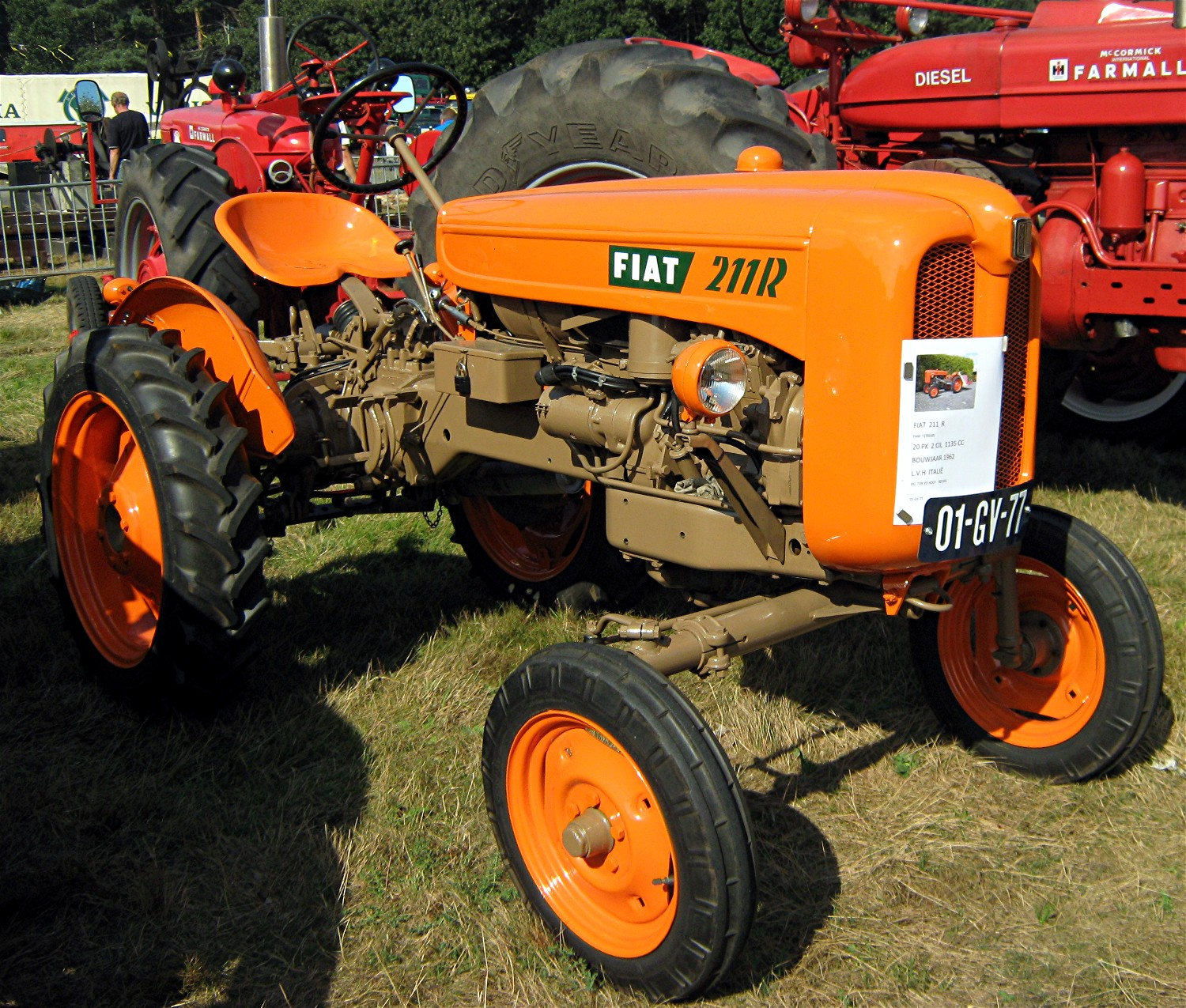
Fiat 211r

Il Fiat 211r è stato un trattore agricolo sviluppato dall'azienda italiana Fiat Trattori nei tardi anni cinquanta.
Successore del modello 18 la piccola, presentato nel 1957, riproponeva l'impostazione del precedente modello.
Fu prodotto tra il 1959 e il 1964.
Fuori dall'Italia, in Argentina, è stato prodotto da Fiat Concord dal 1961 fino alla fine del '66.
Con l'avvento della serie diamante nacque il 215, un trattore che manteneva la meccanica dei modelli precedenti, ma con un'estetica completamente rinnovata.

## Caratteristiche tecniche
Il trattore era disponibile in diverse versioni e trasformazioni, che erano:
| Versioni                                                               | Trasformazioni |
| ---------------------------------------------------------------------- | -------------- |
| 221r frutteto                                                          | 211r due metri |
| 231r vigneto                                                           | 211r trampolo  |
| 241r 4 ruote motrici, disponibile anche in versione frutteto e vigneto |                |
| 251r montagna                                                          |                |

Il motore a gasolio era lo stesso per tutte le versioni, un 4 tempi bicilindrico a Ciclo Diesel con iniezione in precamera, da 1135 cm³ erogante 20 cv a 2300 giri/min.
Esisteva anche una versione con motore a benzina a 4 cilindri, 1221 cm³ di cilindrata erogante 22 CV a 2300 giri/min. Era denominato Fiat 211 RB.